# ВВС Северного фронта (Великая Отечественная война)
ВВС Северного фронта (ВВС СевФ) — оперативное объединение фронтовой авиации, предназначенное для решения боевых задач (ведения боевых действий) во взаимодействии (в совместных операциях) с другими видами Вооружённых Сил Союза ССР, а также проведения самостоятельных воздушных операций.

## История наименований

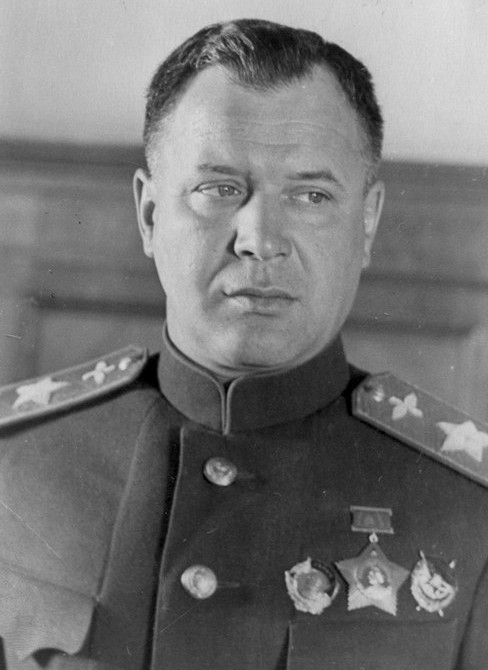
Командуюший ВВС фронта генерал-лейтенант А. А. Новиков. На фото А. А. Новиков в звании маршала авиации.

В разные периоды имела следующие наименования:
- ВВС Ленинградского военного округа;
- ВВС Северного фронта — с 24.06.1941 г.;
- ВВС Ленинградского фронта — с 23.08.1941 г.;
- 13-я воздушная армия — с 25.11.1942 г.;
- 76-я воздушная армия — с 10.01.1949 г.;
- ВВС Ленинградского военного округа — с апреля 1964 года;
- 76-я воздушная армия — с 4 апреля 1968 года;
- 76-я Краснознамённая воздушная армия — с 15 января 1974 года;
- ВВС Ленинградского военного округа — с апреля 1980 года;
- 76-я Краснознамённая воздушная армия — с мая 1988 года;
- 6-я Краснознамённая армия ВВС и ПВО (с 1 июня 1998 г.);
- 6-я Ленинградская Краснознамённая армия ВВС и ПВО (с 13.09.2005 г.);
- 1-е Ленинградское Краснознамённое командование ВВС и ПВО (с 1 декабря 2009 года);
- 6-я Ленинградская Краснознамённая армия ВВС и ПВО (с 1 августа 2015 года).

## История и боевой путь
После начала войны 24 июня 1941 года на базе Ленинградского военного округа сформирован Северный фронт. ВВС Ленинградского военного округа переименованы в ВВС Северного фронта. ВВС фронта вели боевые действия на Кольском полуострове и северном побережье Финского залива.
ВВС фронта принимали участие в битвах и операциях:
- Битва за Ленинград — с 9 июля по 23 августа 1941 года;
- Мурманская операция (1941) — с 29 июня по 23 августа 1941 года;
- Десант в губе Большая Западная Лица (1941) — с 6 июля по 2 августа 1941 года;
- Стратегическая оборонительная операция в Заполярье и Карелии — с 29 июня по 23 августа 1941 года.

26 августа 1941 года Северный фронт на основании директивы Ставки ВГК от 23.08.1941 № 001199 разделён для удобства управления войсками на Ленинградский и Карельский фронты. Соответственно ВС фронта было также разделено на ВВС Ленинградского фронта и ВВС Карельского фронта.

## В составе
Находились в составе Северного фронта.
| Подчинение     | Период                  |
| -------------- | ----------------------- |
| Северный фронт | 24.06.1941 — 23.08.1941 |

## Командующие
- генерал-майор авиации Новиков Александр Александрович, 24.06.1941 — 23.08.1941

## Состав
В состав ВВС фронта в разное время входили:
| - ВВС 7-й армии: - 55-я смешанная авиационная дивизия - ВВС 14-й армии: - 1-я смешанная авиационная дивизия - 42-я корректировочная авиационная эскадрилья - ВВС 23-й армии: - 5-я смешанная авиационная дивизия - 41-я бомбардировочная авиационная дивизия - 15-я корректировочная авиационная эскадрилья - 19-я корректировочная авиационная эскадрилья - Соединения и части фронтового подчинения: - 2-я смешанная авиационная дивизия - 39-я истребительная авиационная дивизия - 3-я истребительная авиационная дивизия ПВО - 54-я истребительная авиационная дивизия ПВО - 311-й разведывательный авиационный полк - 103-я корректировочная авиационная эскадрилья |

| - ВВС 7-й армии - ВВС 14-й армии - ВВС 23-й армии - Соединения и части фронтового подчинения: - 39-я истребительная авиационная дивизия - 41-я бомбардировочная авиационная дивизия - 1-я смешанная авиационная дивизия - 2-я смешанная авиационная дивизия - 4-я смешанная авиационная дивизия - 5-я смешанная авиационная дивизия - 55-я смешанная авиационная дивизия - 3-я истребительная авиационная дивизия ПВО - 54-я истребительная авиационная дивизия ПВО - 14-й бомбардировочный авиационный полк |

| - ВВС 7-й армии: - 55-я смешанная авиационная дивизия - ВВС 14-й армии - ВВС 23-й армии: - 5-я смешанная авиационная дивизия - Соединения и части фронтового подчинения: - 7-й истребительный авиационный корпус ПВО (иап – 6), - 39-я истребительная авиационная дивизия - 2-я бомбардировочная авиационная дивизия - 41-я бомбардировочная авиационная дивизия - 1-я смешанная авиационная дивизия - 1-я смешанная авиационная бригада - 159-й истребительный авиационный полк - 196-й истребительный авиационный полк - 117-й разведывательная авиационная эскадрилья - 136-я разведывательная авиационная эскадрилья |

| - ВВС 7-й армии: - 55-я смешанная авиационная дивизия - ВВС 8-й армии - ВВС 14-й армии: - 1-я смешанная авиационная дивизия - ВВС 23-й армии: - 5-я смешанная авиационная дивизия - Соединения и части фронтового подчинения: - 7-й истребительный авиационный корпус ПВО (иап – 7), - 39-я истребительная авиационная дивизия - 2-я бомбардировочная авиационная дивизия - 41-я бомбардировочная авиационная дивизия - 1-я смешанная авиационная бригада |